# Берч, Марк
Марк Бёрч (англ. Marc Burch; 7 мая 1984, Цинциннати, Огайо, США) — американский футболист, защитник.

## Карьера

### Молодёжная карьера
В 2002—2004 годах Бёрч обучался в Эвансвиллском университете, совмещая обучение с игрой за университетскую футбольную команду «Эвансвилл Пёрпл Эйсиз» в Национальной ассоциации студенческого спорта.
В 2004 году также выступал за клуб «Кливленд Интернэшнлс» в Премьер-лиге развития ЮСЛ.
В 2005 году Бёрч перевёлся в Мэрилендский университет в Колледж-Парке. Внёс решающий вклад в победу «Мэриленд Террапинс» в национальном чемпионате — в финале Кубка колледжей против «Нью-Мексико Лобос», команды Университета Нью-Мексико, забил победный гол.

### Клубная карьера
На супердрафте MLS 2006 Бёрч был выбран во втором раунде под общим 24-м номером клубом «Лос-Анджелес Гэлакси». 22 февраля 2006 года клуб подписал с ним контракт новичка. За «Гэлакси» он сыграл в трёх матчах, проведя на поле в общей сложности 27 минут.
11 июля 2006 года Бёрч был обменян в «Коламбус Крю» на пик второго раунда дополнительного драфта MLS 2007. Дебютировал за «Коламбус Крю» 15 июля 2006 года в матче против «Ди Си Юнайтед», отметившись голевой передачей.
4 апреля 2007 года Бёрч был обменян в «Ди Си Юнайтед» на пик третьего раунда дополнительного драфта MLS 2008. Здесь он был переквалифицирован из нападающего в левого защитника. За вашингтонский клуб дебютировал 10 июня 2007 года в матче против «Нью-Йорк Ред Буллз», выйдя на замену перед финальным свистком. 22 августа 2007 года был переведён из состава новичков во взрослый состав. 29 сентября 2007 года в матче против «Торонто» забил свой первый гол в карьере.
7 января 2009 года подписал новый контракт с «Ди Си Юнайтед».
В сезоне 2010 из-за перелома правой коленной чашечки пропустил четыре месяца.
Бёрч провалил физические тесты перед матчем против «Сиэтл Саундерс» 4 мая 2011 года и потерял место в стартовом составе, его позицию занял Дэниел Вулард. После завершения сезона 2011 «Ди Си Юнайтед» не стал продлевать контракт с Бёрчем.
12 декабря 2011 года во второй стадии драфта возвращений MLS Бёрч был выбран под первым номером клубом «Сиэтл Саундерс». Клуб с ним подписал контракт 3 января 2012 года. За «Саундерс» он дебютировал 7 марта 2012 года в первом матче четвертьфинала Лиги чемпионов КОНКАКАФ 2011/12 против мексиканской «Сантос Лагуны», выйдя на замену перед финальным свистком.
10 ноября 2012 года комиссионер MLS Дон Гарбер отстранил Бёрча на три матча и оштрафовал на нераскрытую сумму за оскорбление с использованием гомофобной лексики игрока «Реал Солт-Лейк» Уилла Джонсона в полуфинальном матче Западной конференции, состоявшемся 8 ноября. Бёрч быстро принёс публичные извинения.
После сезона 2013 Бёрч остался без клуба и 12 декабря 2013 года в первой стадии драфта возвращений MLS был выбран под 11-м номером клубом «Колорадо Рэпидз». За денверский клуб дебютировал 15 марта 2014 года в матче первого тура сезона против «Нью-Йорк Ред Буллз», выйдя на замену во втором тайме. 20 августа 2014 года в матче против «Лос-Анджелес Гэлакси» забил свой первый гол за «Колорадо Рэпидз».
31 марта 2017 года «Колорадо Рэпидз» обменял Марка Бёрча и Сэма Кронина в «Миннесоту Юнайтед» на Джоша Гэтта, Мохаммеда Саида и место иностранного игрока. За «Миннесоту» он дебютировал 8 апреля в матче против «Далласа». Выступая за «гагар», из-за травм дважды выбывал из строя на продолжительное время: в сезоне 2017 из-за двусторонней спортивной грыжи пропустил более трёх месяцев — с июня по сентябрь, в сезоне 2018 из-за травмы колена пропустил пять месяцев — с апреля по сентябрь. По окончании сезона 2018 «Миннесота Юнайтед» не продлила контракт с Бёрчем.
30 января 2019 года Бёрч подписал контракт с новообразованным клубом Чемпионшипа ЮСЛ «Мемфис 901» и был назначен первым капитаном команды в истории франшизы. 9 марта в дебютном матче нового клуба, в котором «Мемфис 901» встретился с «Тампа-Бэй Раудис», вышел в стартовом составе. 29 марта в матче против «Нью-Йорк Ред Буллз II» забил свой первый гол за «Мемфис 901».

### Международная карьера
Бёрч представлял Соединённые Штаты на уровне сборных до 18 лет и до 20 лет.

## Достижения
Командные
 «Ди Си Юнайтед»
- Победитель регулярного чемпионата MLS: 2007
- Обладатель Открытого кубка США: 2008

## Статистика выступлений
| Выступление          | Выступление      | Выступление      | Лига | Лига | Плей-офф | Плей-офф | Кубок | Кубок | ЛЧ КОНКАКАФ | ЛЧ КОНКАКАФ | Итого | Итого |
| Клуб                 | Лига             | Сезон            | Игры | Голы | Игры     | Голы     | Игры  | Голы  | Игры        | Голы        | Игры  | Голы  |
| -------------------- | ---------------- | ---------------- | ---- | ---- | -------- | -------- | ----- | ----- | ----------- | ----------- | ----- | ----- |
| Лос-Анджелес Гэлакси | MLS              | 2006             | 3    | 0    | —        | —        | 0     | 0     | 0           | 0           | 3     | 0     |
| Лос-Анджелес Гэлакси | Итого            | Итого            | 3    | 0    | —        | —        | 0     | 0     | 0           | 0           | 3     | 0     |
| Коламбус Крю         | MLS              | 2006             | 7    | 0    | —        | —        | 0     | 0     | —           | —           | 7     | 0     |
| Коламбус Крю         | Итого            | Итого            | 7    | 0    | —        | —        | 0     | 0     | —           | —           | 7     | 0     |
| Ди Си Юнайтед        | MLS              | 2007             | 18   | 1    | 2        | 0        | 0     | 0     | —           | —           | 20    | 1     |
| Ди Си Юнайтед        | MLS              | 2008             | 28   | 0    | —        | —        | 3     | 2     | 6           | 0           | 37    | 2     |
| Ди Си Юнайтед        | MLS              | 2009             | 26   | 1    | —        | —        | 2     | 0     | 3           | 0           | 31    | 1     |
| Ди Си Юнайтед        | MLS              | 2010             | 4    | 0    | —        | —        | 1     | 0     | —           | —           | 5     | 0     |
| Ди Си Юнайтед        | MLS              | 2011             | 17   | 1    | —        | —        | 0     | 0     | —           | —           | 17    | 1     |
| Ди Си Юнайтед        | Итого            | Итого            | 93   | 3    | 2        | 0        | 6     | 2     | 9           | 0           | 110   | 5     |
| Сиэтл Саундерс       | MLS              | 2012             | 29   | 0    | 2        | 0        | 4     | 0     | 5           | 0           | 40    | 0     |
| Сиэтл Саундерс       | MLS              | 2013             | 20   | 0    | 3        | 0        | 1     | 0     | 2           | 0           | 26    | 0     |
| Сиэтл Саундерс       | Итого            | Итого            | 49   | 0    | 5        | 0        | 5     | 0     | 7           | 0           | 66    | 0     |
| Колорадо Рэпидз      | MLS              | 2014             | 22   | 1    | —        | —        | 2     | 0     | —           | —           | 24    | 1     |
| Колорадо Рэпидз      | MLS              | 2015             | 8    | 0    | —        | —        | 1     | 0     | —           | —           | 9     | 0     |
| Колорадо Рэпидз      | MLS              | 2016             | 28   | 0    | 4        | 0        | 1     | 0     | —           | —           | 33    | 0     |
| Колорадо Рэпидз      | MLS              | 2017             | 3    | 0    | —        | —        | 0     | 0     | —           | —           | 3     | 0     |
| Колорадо Рэпидз      | Итого            | Итого            | 61   | 1    | 4        | 0        | 4     | 0     | —           | —           | 69    | 1     |
| Миннесота Юнайтед    | MLS              | 2017             | 15   | 0    | —        | —        | 1     | 0     | —           | —           | 16    | 0     |
| Миннесота Юнайтед    | MLS              | 2018             | 6    | 0    | —        | —        | 0     | 0     | —           | —           | 6     | 0     |
| Миннесота Юнайтед    | Итого            | Итого            | 21   | 0    | —        | —        | 1     | 0     | —           | —           | 22    | 0     |
| Мемфис 901           | Чемпионшип ЮСЛ   | 2019             | 31   | 2    | —        | —        | 2     | 1     | —           | —           | 33    | 3     |
| Мемфис 901           | Чемпионшип ЮСЛ   | 2020             | 8    | 0    | —        | —        | —     | —     | —           | —           | 8     | 0     |
| Мемфис 901           | Итого            | Итого            | 39   | 2    | —        | —        | 2     | 1     | —           | —           | 41    | 3     |
| Всего за карьеру     | Всего за карьеру | Всего за карьеру | 273  | 6    | 11       | 0        | 18    | 3     | 16          | 0           | 318   | 9     |

Источник: Soccerway.